# Poddobrava
Poddobrava (nemško Dobrova) je naselje Statutarnega mesta Beljak na Koroškem v Avstriji.